# Coupe des îles Féroé de football 1973
Navigation
Løgmanssteypið 1972 Løgmanssteypið 1974
La Coupe des Îles Féroé 1973 de football est la 19e édition de la Løgmanssteypið (Trophée du Premier Ministre). 
La finale du tournoi se dispute à Tórshavn au stade Gundadalur.
Le HB Tórshavn fut le vainqueur. C'est le onzième titre du club et signe ainsi le cinquième doublé Coupe - Championnat.

## Format
Prenant place entre les mois de mai à septembre 1973, la compétition se décompose en trois phases allant du premier tour jusqu'à la finale. Seules les équipes de Meistaradeildin 1973 (Division des Champions) participèrent à la compétition.

## Clubs participants
| \| B36 HB ÍF KÍ TB VBV \| Localisation des clubs engagés dans la coupe nationale 1973. |
| B36 HB ÍF KÍ TB VBV                                                                    |

- B36 Tórshavn - Meistaradeildin
- HB Tórshavn - Meistaradeildin Tenant du Titre
- ÍF Fuglafjørður - Meistaradeildin
- KÍ Klaksvík - Meistaradeildin
- TB Tvøroyri - Meistaradeildin
- VB Vágur - Meistaradeildin

## Résultats

### Premier tour[2]
| Date            | Équipe 1        | Résultat | Équipe 2     |
| --------------- | --------------- | -------- | ------------ |
| 20 mai 1973     | TB Tvøroyri     | 0-3      | HB Tórshavn  |
| 31 mai 1973     | ÍF Fuglafjørður | 1-4      | KÍ Klaksvík  |
| 15 juillet 1973 | VB Vágur        | 4-0      | B36 Tórshavn |

### Demi-finale[3]
| Date              | Équipe 1    | Résultat | Équipe 2 |
| ----------------- | ----------- | -------- | -------- |
| 16 septembre 1973 | KÍ Klaksvík | 2-1      | VB Vágur |

### Finale
| 23 septembre 1973 | HB Tórshavn | 3-1   | KÍ Klaksvík | Gundadalur, Tórshavn |
|                   |             | (2-1) |             |                      |